# Michel Serres
Michel Serres (Agen, 1 september 1930 – 1 juni 2019) was een Frans cultuurfilosoof en wetenschapshistoricus.

## Loopbaan
Serres werd vanaf 1949 opgeleid aan de École navale (de marine-academie) en daarna vanaf 1952 aan de prestigieuze École normale supérieure (Parijs) waar hij in 1955 afstudeerde in de filosofie. Na enkele jaren als marineofficier promoveerde hij in 1968 op het werk van Gottfried Wilhelm Leibniz. Onderwijl had hij een leeropdracht aan de Université Blaise Pascal (Clermont-Ferrand II) te Clermont-Ferrand, waar Michel Foucault en Jules Vuillemin zijn collega's waren. Na een kort verblijf aan de Johns Hopkins University in Baltimore verwierf hij op voorspraak van René Girard in 1969 de leerstoel 'Geschiedenis van de Wetenschap' aan de Universiteit Parijs 1 Panthéon-Sorbonne. In 1984 werd hij met dezelfde lesopdracht ook benoemd aan Stanford University in Californië.

## Werk
Hij verwierf een reputatie als begenadigd docent en als auteur van proza dat opviel door zijn bijzondere stijl. Omdat hij al vroeg had kennisgemaakt met de verschrikkingen van oorlog en geweld meed hij consequent een wetenschapsopvatting die zich baseerde op modellen van oorlog, achterdocht en kritiek.
Zijn eerste werken focusten vooral op het probleem van rationaliteit en vooruitgang in de wetenschappen en de gevolgen daarvan. Zijn vroege Hermès-reeks concentreerde zich vooral op de rol van communicatie en kan in zekere zin geplaatst worden binnen het (wiskundig) structuralisme. Een centrale metafoor die hij hierin gebruikt is die van de boodschapper, in de eerste plaats gesymboliseerd door Hermes, de Griekse god van handel en verkeer. In latere werken gebruikte hij ook de metafoor van de engelen.
Vanaf de jaren '80 was een verschuiving in het werk van Serres vast te stellen. Nadat hij in zijn vroegere werken voornamelijk commentaar had ontwikkeld op andere auteurs, ontwikkelde hij van toen af eigen concepten. Hij beperkte zich daarbij niet tot wetenschappelijke theorieën, maar betrok ook literatuuranalyses en mythes in zijn werk.
Serres was ook een enthousiaste voorstander van de vrije verspreiding van kennis en heeft zich ook zeer positief uitgelaten over Wikipedia.

## Denken
De dissertatie van Serres, Le Système de Leibniz et ses modèles mathématiques (1968), ging over het werk van Gottfried Leibniz en valt nog te plaatsen binnen de filosofie van de wiskunde. Hij ging echter ook met name in op de rol van communicatie en verbond het werk met hedendaagse concepten van de informatietheorie. Deze thematiek bleef ook aanwezig in de Hermès-reeks. Volgens Serres dient men communicatie te begrijpen steeds in relatie tot de achtergrond van ruis. Communicatie bestaat dan voornamelijk uit het uitsluiten van deze ruis. Meer concreet is er dus een operatie nodig om het overbrengen van de boodschap te garanderen, een proces dat Serres typeerde als 'translatie'. Dit begrip is vooral ook invloedrijk geweest in het werk van auteurs als Michel Callon en Bruno Latour.
Het oeuvre van Serres ging verder dan conventionele wetenschapsgeschiedenis alleen, en zo heeft hij ook onder meer werken geschreven over de sciencefictionschrijver Jules Verne, over de betekenis van muziek en de fabels van Jean de La Fontaine. Serres hield zich niet aan het klassieke onderscheid tussen wetenschap enerzijds en religie en mythe anderzijds. Zo stelde hij in het derde luik van Hermès: "Er is geen grotere mythe dan de idee van een wetenschap vrij van alle mythe". Hiermee zette hij zich dan ook af tegen de dominante invulling van wetenschapsfilosofie en -geschiedenis in Frankrijk, bij auteurs zoals Gaston Bachelard, die in de eerste plaats vertrekken van zo'n onderscheid. Serres verweet hen verder ook de relaties tussen wetenschap en andere fenomenen, zoals recht, geweld, muziek, te hebben verwaarloosd. Dit probeerde hij zelf in zijn werk steeds te vermijden.
Vanaf werken zoals Le Parasite (1980) en Genèse (1982) ziet men ook een overgang van zuiver commentaar op andere auteurs, naar het ontwerpen van eigen concepten en tekstinterpretaties. Vele van zijn werken vertrekken dan ook van bepaalde concrete mythes, verhalen of metaforen die dan op een zeer beschrijvende wijze verder worden uitgewerkt. Serres zag echter af van het geven van een finale interpretatie van deze mythes, alsof er een soort metataal is waarin de betekenis dan (definitief) kan worden uitgedrukt. Vaak combineerde hij hierin wetenschappelijke theorieën en literaire werken of mythes. Zo herinterpreteerde hij in La Naissance de la physique dans le texte de Lucrèce (1977) het werk van Lucretius via hedendaagse theorieën over vloeistofmechanica.

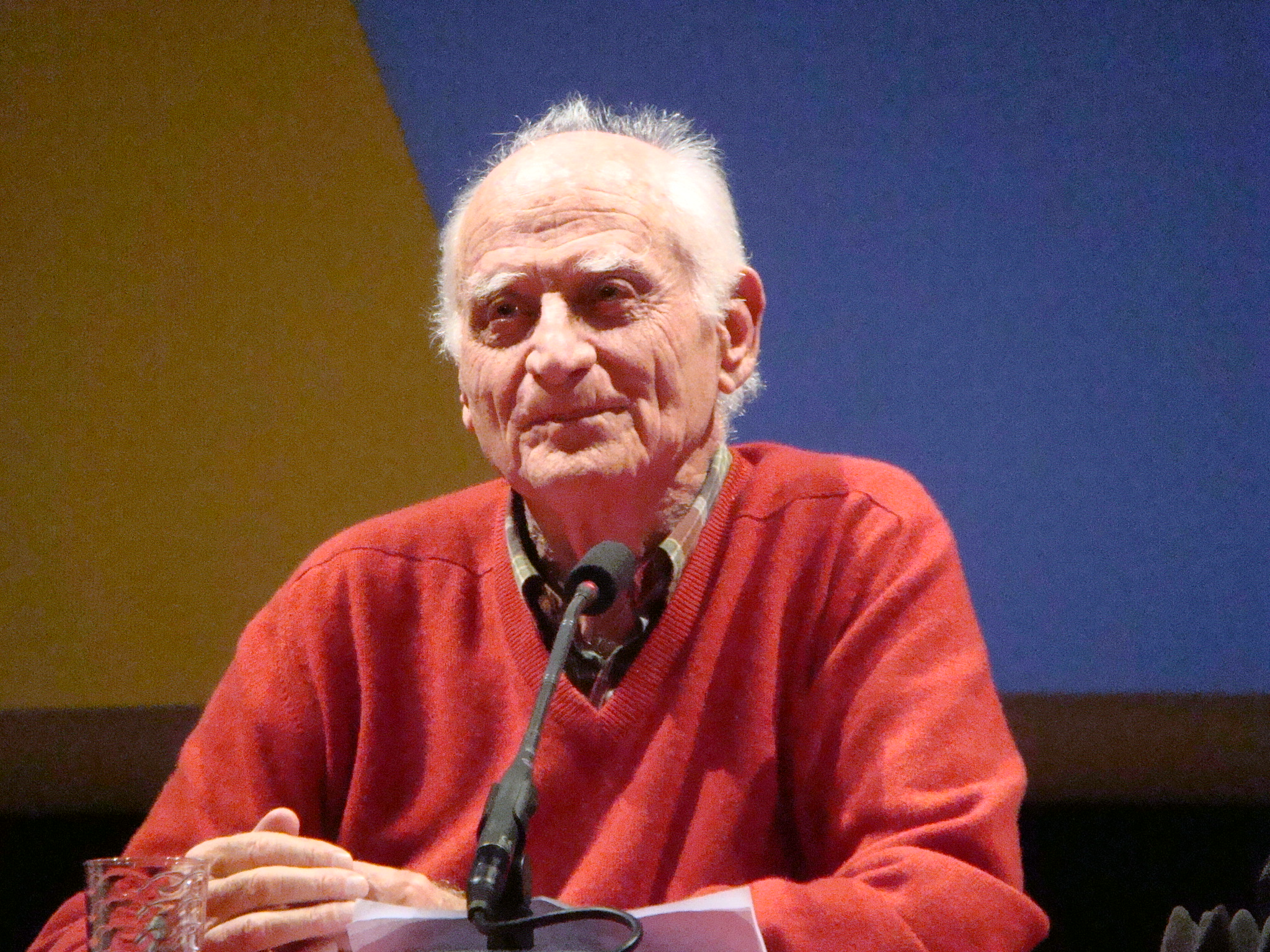
Michel Serres in 2011

### Nederlandse vertalingen
- 1992: Het contract met de natuur
- 2012: Muziek
- 2014: De wereld onder de duim: Lofzang op de internetgeneratie
- 2023: De parasiet

- Bibsys: 90083119
- Biblioteca Nacional de España: XX1059149
- Bibliothèque nationale de France: cb119245071 (data)
- Catàleg d'autoritats de noms i títols de Catalunya: 981058514854406706
- CiNii: DA00246962
- Digitale Bibliotheek voor de Nederlandse Letteren: serr032
- Gemeinsame Normdatei: 118858610
- International Standard Name Identifier: 0000 0001 2102 4595
- Library of Congress Control Number: n50009819
- Nationale Bibliotheek van Letland: 000020806
- MusicBrainz: 749a0092-a299-45f8-8fa1-23124ff865cc
- Bibliotheek van het Japanse parlement: 00456137
- Nationale Bibliotheek van Tsjechië: mzk2002105282
- Nationale bibliotheek van Australië: 35490410
- Nationale Bibliotheek van Israël: 987007463525205171
- Nationale Bibliotheek van Polen: a0000002682039
- Nationale en Universitaire bibliotheek Zagreb: 000571001
- Nederlandse Thesaurus van Auteursnamen: 071209549
- Réseau des bibliothèques de Suisse occidentale: 02-A003823099
- Istituto Centrale per il Catalogo Unico: CFIV077023
- LIBRIS: 345421
- SNAC: w6hj9046
- Système universitaire de documentation: 02713329X
- Trove: 971851
- Union List of Artist Names: 500242863
- Virtual International Authority File: 76322799
- WorldCat: E39PBJdmgbQWyr6mQRWmRDJRrq